# Halosaurus
Halosaurus – rodzaj ryb łuskaczokształtnych z rodziny Halosauridae.

## Rozmieszczenie geograficzne
Do rodzaju należą gatunki występujące w wodach Oceanu Atlantyckiego, Oceanu Indyjskiego i Oceanu Spokojnego.

## Morfologia
Długość ciała do 68 cm.

## Systematyka
Rodzaj zdefiniował w 1864 roku brytyjski botanik i ichtiolog James Yate Johnson w artykule poświęconym opisowi trzech nowych rodzajów ryb morskich odłowionych u wybrzeży Madery opublikowanym w czasopiśmie Proceedings of the Zoological Society of London. Gatunkiem typowym jest (oznaczenie monotypowe) H. ovenii.

### Etymologia
- Halosaurus: gr. ἁλς hals, ἁλος halos ‘morze’; σαυρος sauros ‘jaszczurka’[5].
- Halosaurichthys: gr. ἁλς hals, ἁλος halos ‘morze’; σαυρος sauros ‘jaszczurka’; ιχθυς ikhthus ‘ryba’[5]. Gatunek typowy (oznaczenie monotypowe): Halosaurichthys carinicauda Alcock, 1889.

### Podział systematyczny
Do rodzaju należą następujące gatunki:
- Halosaurus attenuatus Garman, 1899
- Halosaurus carinicauda (Alcock, 1889)
- Halosaurus guentheri Goode & Bean, 1896
- Halosaurus johnsonianus Vaillant, 1888
- Halosaurus ovenii Johnson, 1864
- Halosaurus pectoralis McCulloch, 1926
- Halosaurus radiatus Garman, 1899
- Halosaurus ridgwayi (Fowler, 1934)
- Halosaurus sinensis Abe, 1974